# Мислав
Мислав — князь Приморской Хорватии в 835—845 годах.
Мислав сменил Владислава на престоле Хорватии, он правил из города Клис, где была построена крепость. Мислав построил церковь Святого Георгия в Путалью — на склоне горы Козьяк.
Он известен как князь, заключивший в 839 году мир с Пьетро Традонико — 13-м дожем Венеции. Этот мирный договор привел к укреплению и расширению Хорватии. Также, он поддерживал тёплые отношения с городами Византийской Далмации, что тоже принесло пользу его державе.
В 845 году, после смерти Мислава, его место занял Трпимир I.